# Isognathus caricae
Isognathus caricae là một loài bướm đêm thuộc họ Sphingidae. Loài này có ở Costa Rica, Guyane thuộc Pháp, Bolivia, Argentina và Brasil.

## Miêu tả

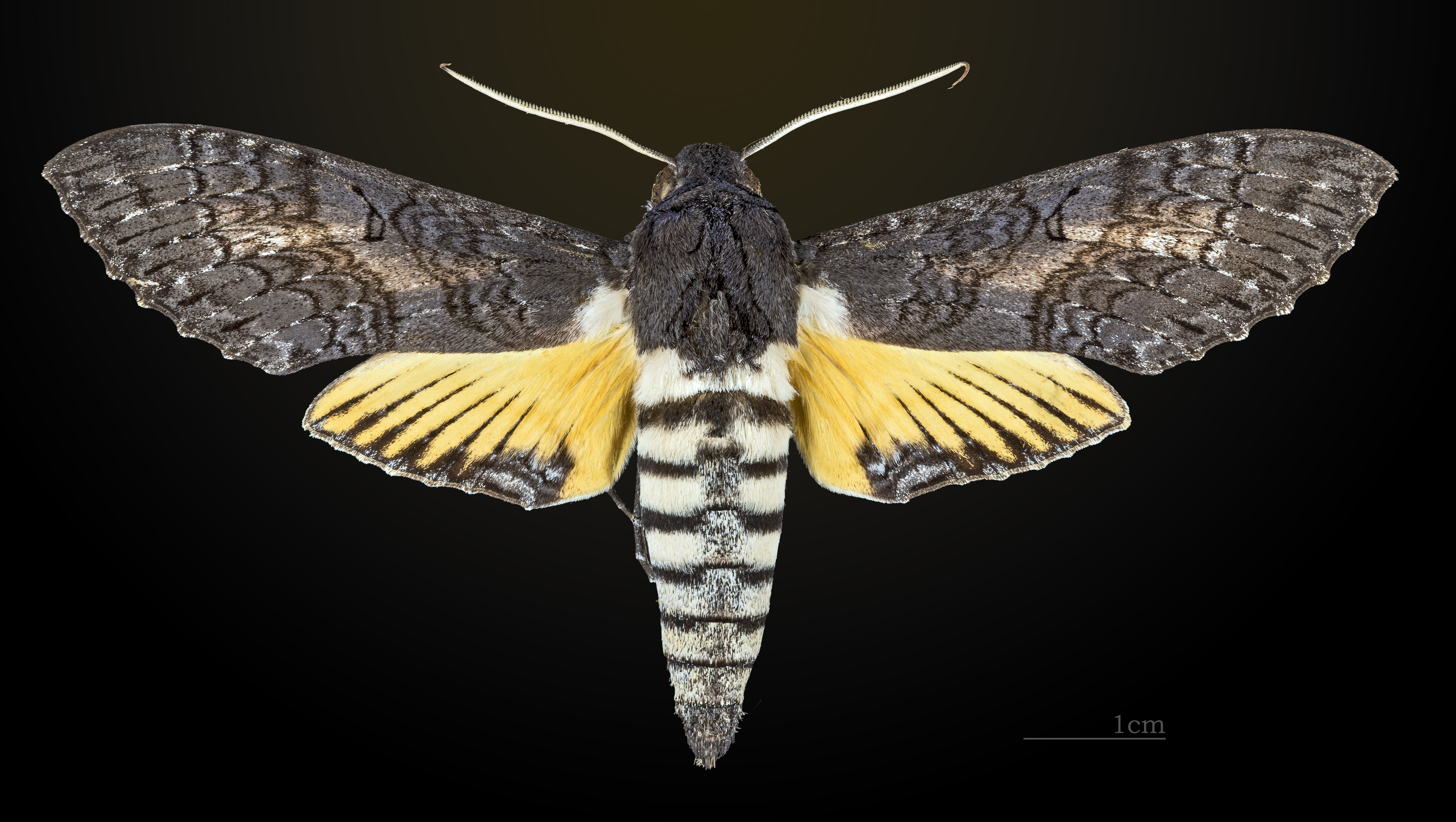
Isognathus caricae ♂
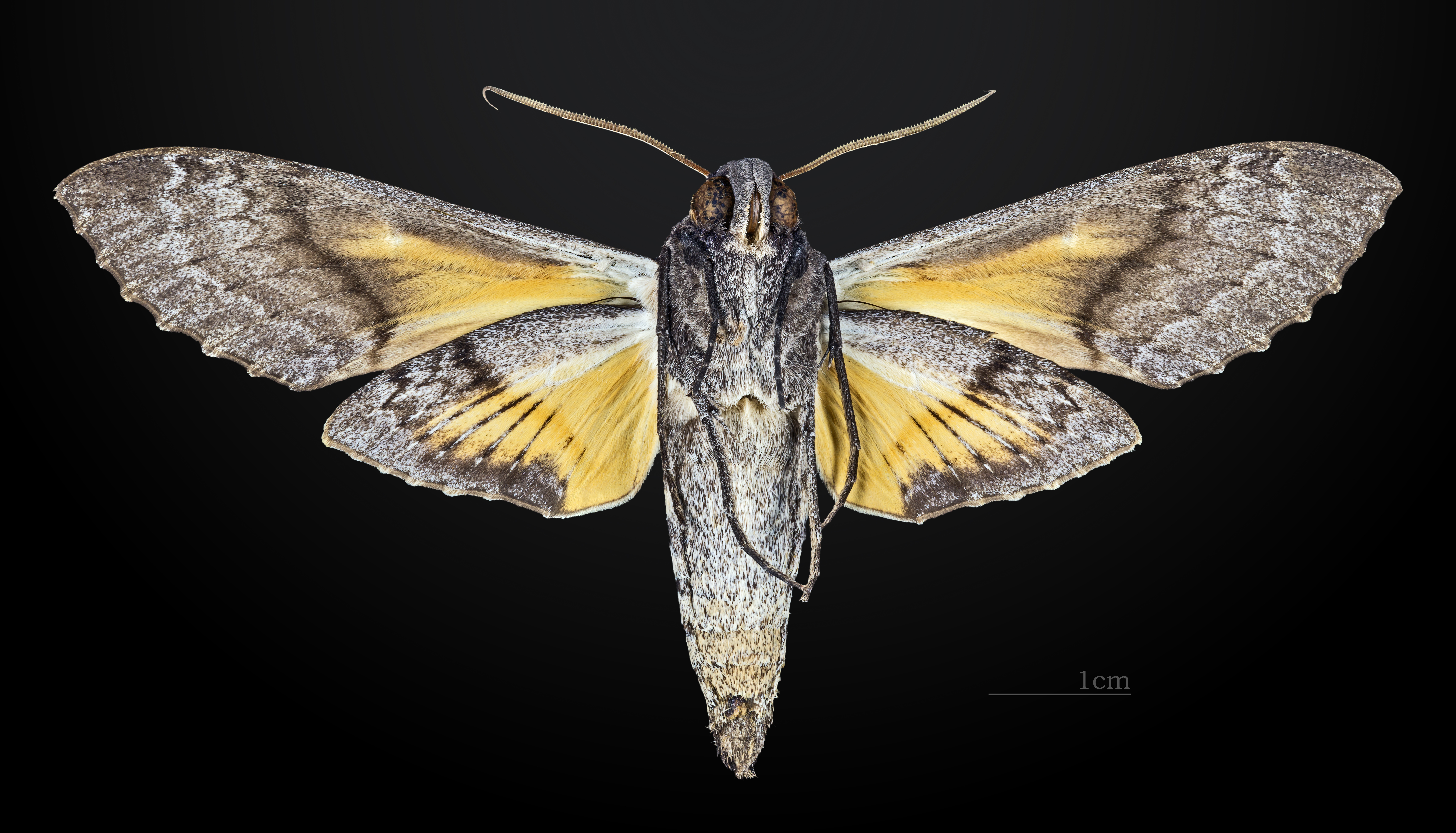
△ Isognathus caricae ♂
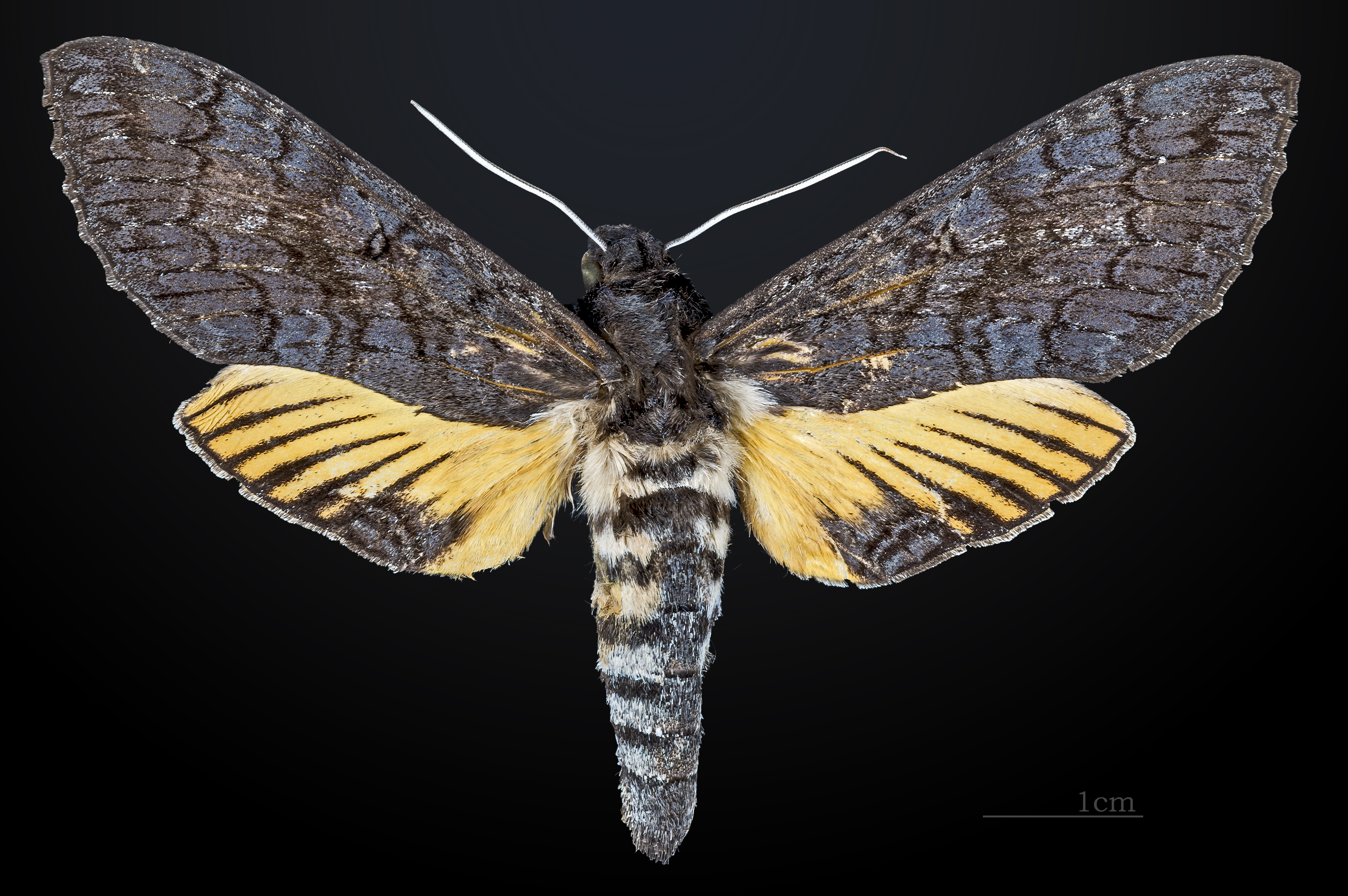
Isognathus caricae ♀
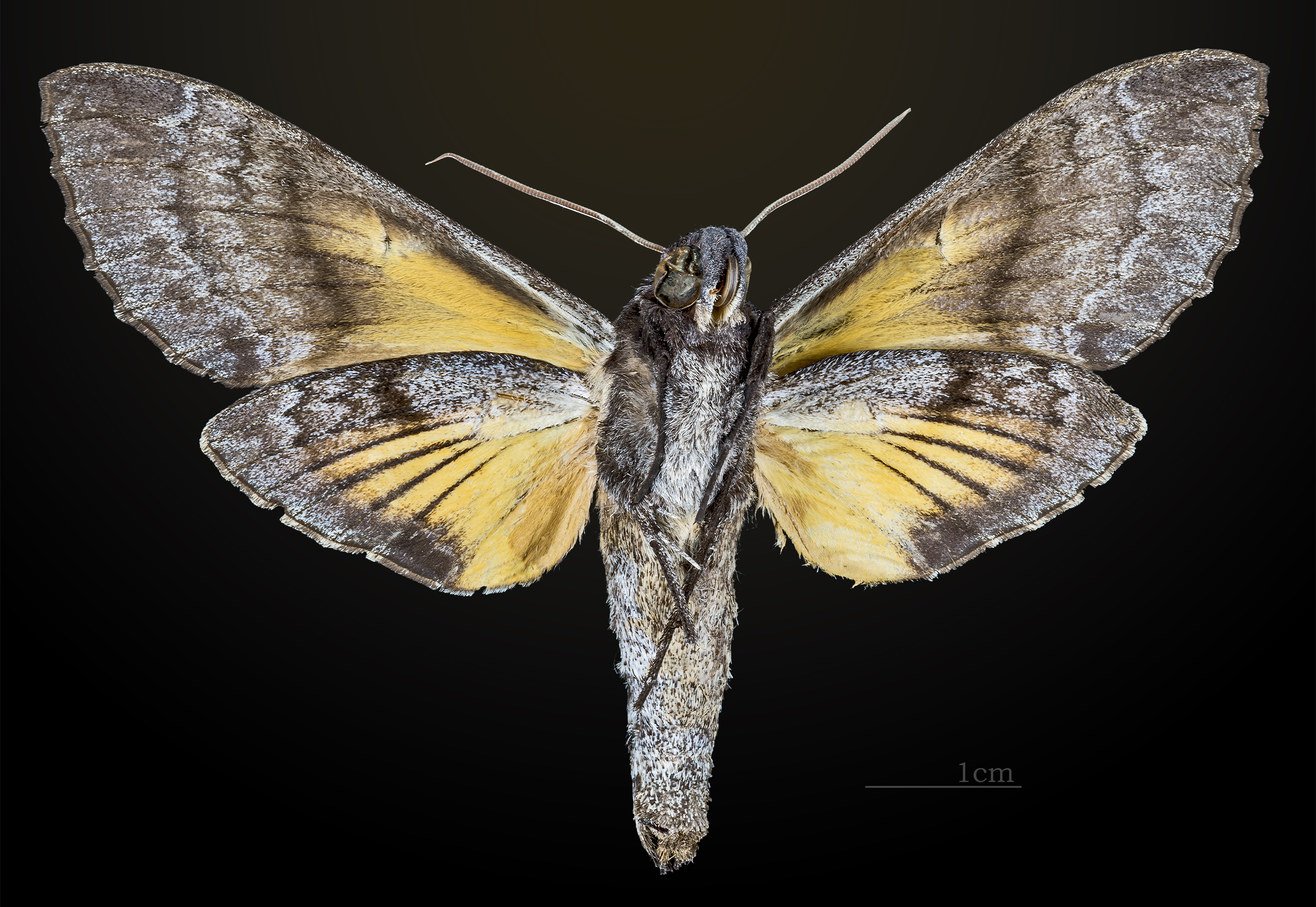
△ Isognathus caricae ♀

Nó gần giống loài Acherontia.và other Isognathus.

## Sinh học
Mỗi năm loài này có thể có nhiều thế hệ.
Ấu trùng ăn Himatanthus obovatus, Allamanda cathartica và Allamanda schottii. 

## Phụ loài
- Isognathus caricae caricae (Costa Rica, Guyane thuộc Pháp, Bolivia, Argentina và Brazil)
- Isognathus caricae rainermarxi Eitschberger, 1999 (Peru)

## Hình ảnh

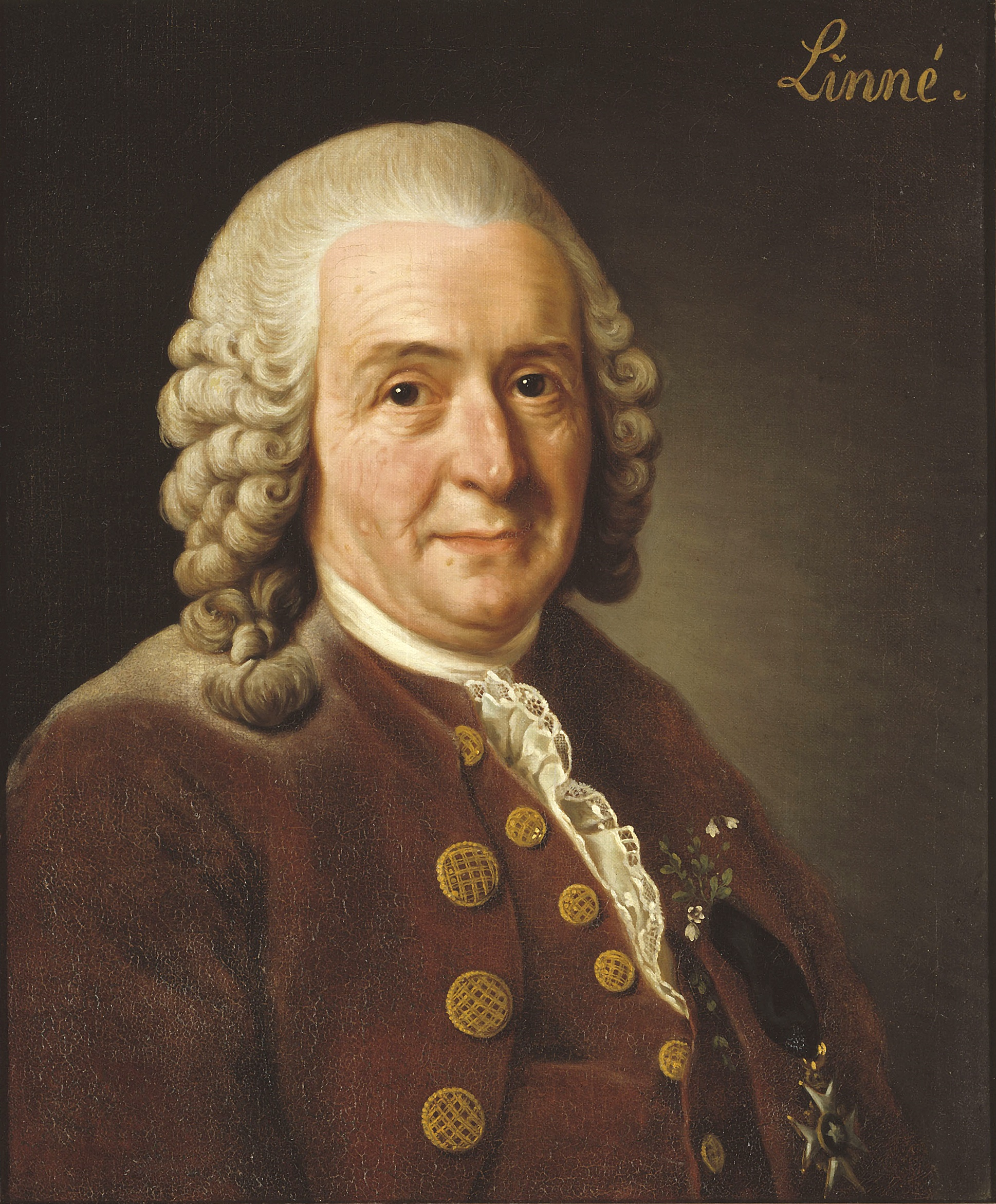
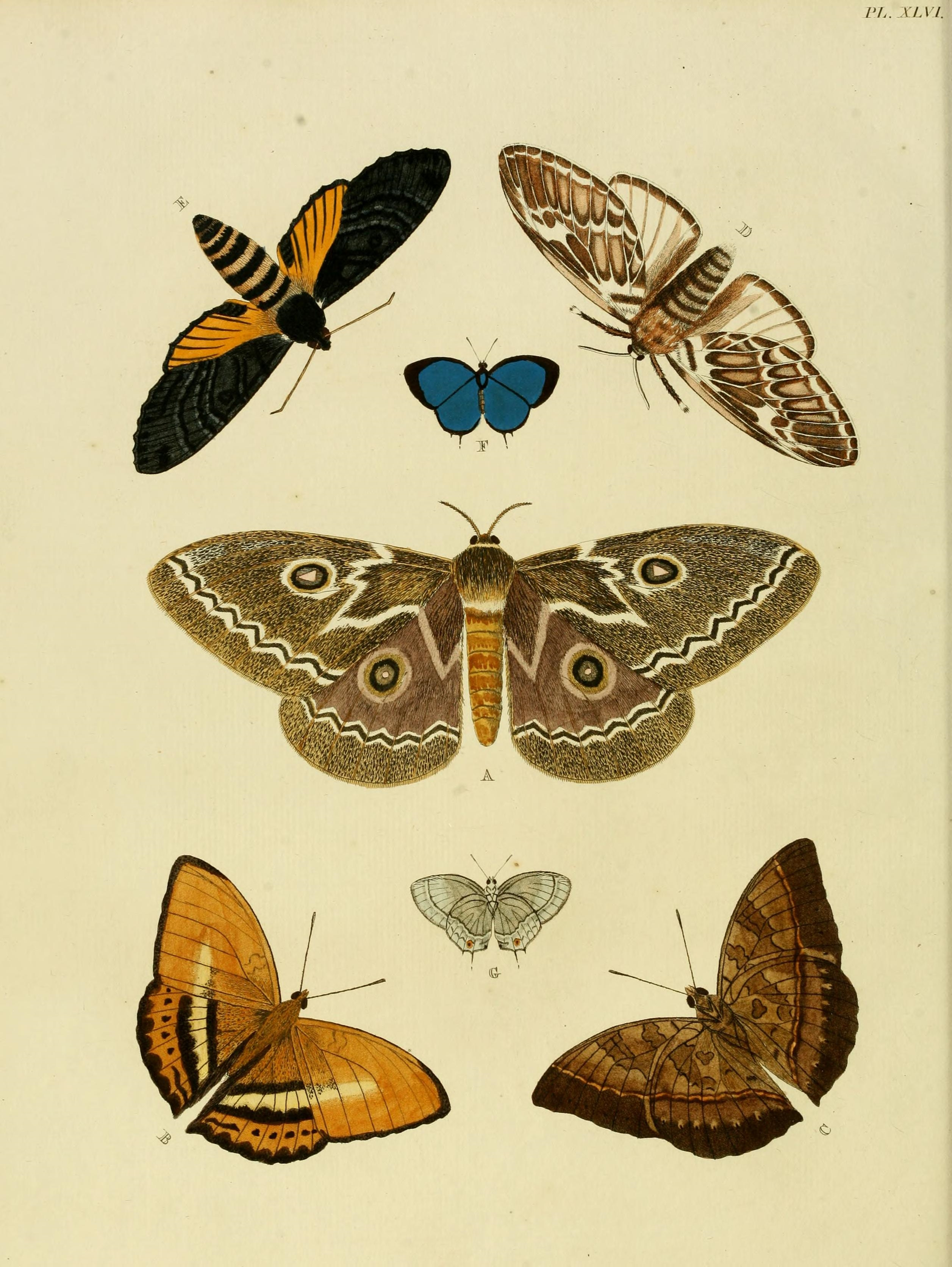